# Dieter Woll
Dieter Woll (* 27. April 1933 in Aachen; † 15. September 2012 in Marburg) war ein deutscher Romanist, Hispanist  und Lusitanist.

## Leben und Werk
Woll studierte an der Rheinischen Friedrich-Wilhelms-Universität Bonn und promovierte dort 1958 bei Harri Meier mit der Arbeit Wirklichkeit und Idealität in der Lyrik Mário de Sa-Carneiros (Bonn 1960, portugiesisch: Realidade e idealidade na lirica de Sa-Carneiro, Lissabon 1968). Von 1957 bis 1959 war er Lektor in Coimbra. Nach Assistentenzeit und Aufenthalten in Brasilien habilitierte er sich 1971 in Bonn mit der Arbeit Machado de Assis. Die Entwicklung seines erzählerischen Werkes (Braunschweig 1972).  Von 1972 bis 1973 vertrat er den Lehrstuhl von Mario Wandruszka an der Eberhard Karls Universität Tübingen und kam durch die Berührung mit seinem Kollegen Eugenio Coseriu zur Sprachwissenschaft. Von 1977 bis 1982 war Woll an der Ruprecht-Karls-Universität Heidelberg Professor für Übersetzungswissenschaft (mit besonderer Berücksichtigung des Portugiesisch-Brasilianischen), von 1982 bis 1998 ordentlicher Professor für Romanische Philologie an der Philipps-Universität Marburg.

Zu seinen Schülern gehörten Martin Hummel und Christina Ossenkop.

## Weitere Werke
- (mit Jean Roche und Hans Bayer) Die Deutschen im brasilianischen Schrifttum, Bonn 1968
- (Hrsg. mit Hans Dieter Bork und Artur Greive) Romanica Europaea et Americana. Festschrift für Harri Meier 8. Januar 1980, Bonn 1980
- (Hrsg. mit Harri Meier) Portugiesische Märchen, Düsseldorf/Köln 1975, Hamburg 1992, München 1993